# Icasa EC
Die Icasa Esporte Clube war ein Fußballverein aus Juazeiro do Norte, im brasilianischen Bundesstaat Ceará.

## Geschichte
Icasa wurde am 1. Mai 1963 gegründet. Der Industrielle Teodoro de Jesus Germano, bekannt als Doro Germano, war einer der Gründer und der erste Präsident des Klubs. Er war einer der Eigentümer von Icasa (Indústria e Comércio de Algodão S/A). Germano wandelte die Betriebsfußballmannschaft in den Iscasa Esporte Clube um. Ab 1973 spielte der Klub in der Staatsmeisterschaft von Ceará. 1992 konnte er hier sein bestes Ergebnis erreichen. Icasa konnte die Staatsmeisterschaft gewinnen. Allerdings mit der Einschränkung, dass die eigentlichen Finalspiele nicht ausgetragen wurden und der Verband von Ceará, der Federação Cearense de Futebol (FCF), 1993 die vier Gruppensieger zu gemeinsamen Staatsmeistern erklärte. In der Liga trat er bis zu seiner Auflösung 1998 an.
Besondere Highlights in dieser waren die Teilnahme an der Série C 1981. Das Abschneiden von Icasa war allerdings bescheiden, es wurde mit dem 23. nur der vorletzte Platz erreicht. Drei Jahre nahm der Klub an der Série B, der zweiten brasilianischen Liga, teil. In der Taça de Prata 1984 erreichte Icasa den 23. Platz bei 32 Teilnehmern. 1995 nahm man zum zweiten Mal an der Série C teil (16. Von 104).
Nach der Klage eines ehemaligen Spielers über 30.000 Real musste der Klub nach der Austragung der Série C 1998, 36. Platz bei 66 Teilnehmern, in Konkurs gehen. Der Juazeiro EE wurde als direkter Nachfolger des Klubs im Oktober 1998 gegründet. Dieser übernahm die Nachwuchsabteilungen von Icasa. Juazeiro selbst ging 2001 zeitweilig in Konkurs. Am 7. Januar 2002 wurde als deren Nachfolgerklub der Associação Desportiva Recreativa e Cultural Icasa gegründet, der die Farben und das Wappen der alten Icasa übernahm. Im Gegensatz zu anderes sprachlichen Wikipedia Darstellungen ist der ADRC Icasa nicht mit dem Icasa EC identisch. Dieses wird auch vom Verband von Ceará so dargestellt. Dieser sieht den Icasa EC als 1998 ausgelöst an und den ADRC als Neugründung 2002.
| Wettbewerb          | Teilnahmen            |
| ------------------- | --------------------- |
| Série B             | 1984                  |
| Série C             | 3× – 1981, 1995, 1998 |
| Staatsmeisterschaft | 26× – 1973–1997       |

## Erfolge
- Stadtmeisterschaft von Juazeiro do Norte: 8× 1965, 1966, 1967, 1968, 1969, 1970, 1971, 1972
- Staatsmeisterschaft von Ceará: 1992